# ヨハン・アドルフ (シュレースヴィヒ＝ホルシュタイン＝ゾンダーブルク＝プレーン公)
ヨハン・アドルフ（ドイツ語:Johann Adolf von Schleswig-Holstein-Sonderburg-Plön, 1634年4月8日 - 1704年7月2日）は、シュレースヴィヒ＝ホルシュタイン＝ゾンダーブルク＝プレーン公（在位：1671年 - 1704年）。シュレースヴィヒ＝ホルシュタイン＝ゾンダーブルク＝プレーン公ヨアヒム・エルンスト（デンマーク・ノルウェー王クリスチャン3世の孫）の長男。母は同族のシュレースヴィヒ＝ホルシュタイン＝ゴットルプ公ヨハン・アドルフの娘で又従妹にあたるドロテア・アウグスタ。

## 生涯
1645年から1650年にかけて弟のアウグストを伴ってヨーロッパ諸国へのグランドツアーに赴き、イングランド、フランスを訪れている。1671年に父が死去、プレーン公領を相続した。同年10月25日、124人目のエレファント勲章を授与された。
1684年、トラヴェンタールに狩猟用の館を築き、翌1685年にはプレーンに聖ジョージ教会を創立した。1690年から領国を妻ドロテアに任せてオスマン帝国の戦争に従軍した。大北方戦争の序盤で、デンマーク・ノルウェー王フレデリク4世とスウェーデン王カール12世との間にトラヴェンタール条約が締結されたが、場所がトラヴェンタールの館であったことにちなんでいる。
1704年7月2日、70歳で死去。6月29日に一人息子のアドルフ・アウグストに先立たれていたので、公領は孫のレオポルト・アウグストが相続したが、1706年に亡くなり、公領は甥のシュレースヴィヒ＝ホルシュタイン＝ゾンダーブルク＝ノルブルク＝プレーン公ヨアヒム・フリードリヒが領有した。

## 子女
1673年、ブラウンシュヴァイク＝ヴォルフェンビュッテル侯ルドルフ・アウグストの娘ドロテアと結婚、2人の子を儲けた。
- アドルフ・アウグスト（1680年 - 1704年） - エリーザベト・ゾフィー・フォン・シュレースヴィヒ＝ホルシュタイン＝ノルブルク（1683年 - 1767年）と結婚、レオポルト・アウグストが生まれたが、父に先立って死去。
  - レオポルト・アウグスト（1702年 - 1706年） - シュレースヴィヒ＝ホルシュタイン＝ゾンダーブルク＝プレーン公（1704年 - 1706年）
- ドロテア・ゾフィー（1692年 - 1765年） - メクレンブルク＝シュトレーリッツ公アドルフ・フリードリヒ3世と結婚。